# Papilio warscewiczii
Papilio warscewiczii is een vlinder uit de familie van de pages (Papilionidae). De wetenschappelijke naam van de soort is voor het eerst geldig gepubliceerd in 1866 door Carl Heinrich Hopffer.